# 舊沙洛山
44°44′07″N 6°11′25″E / 44.7353°N 6.1902°E
舊沙洛山（法語：Vieux Chaillol），是法國的山峰，位於該國東南部，由上阿爾卑斯省負責管轄，屬於多芬阿爾卑斯山脈中埃克蘭山的一部分，海拔高度3,163米，每年平均降雨量1,410毫米。